# Osterfeld-Umflutgraben
Der Osterfeld-Umflutgraben ist ein Fließgewässer in Schleswig-Holstein. Er verläuft in der Gemeinde Dörphof und mündet in die Schwarzbek.
Der Bach beginnt nahe der Straße Schuby, verläuft Richtung Osten und mündet in die Schwarzbek.